# Whiteville (Carolina do Norte)
Whiteville é uma cidade localizada no estado norte-americano de Carolina do Norte, no Condado de Columbus.

## Demografia
Segundo o censo norte-americano de 2000, a sua população era de 5148 habitantes.
Em 2006, foi estimada uma população de 5235, um aumento de 87 (1.7%).

## Geografia
De acordo com o United States Census Bureau tem uma área de
13,9 km², dos quais 13,9 km² cobertos por terra e 0,0 km² cobertos por água. Whiteville localiza-se a aproximadamente 18 m acima do nível do mar.

## Localidades na vizinhança
O diagrama seguinte representa as localidades num raio de 24 km ao redor de Whiteville.